# Тыщик, Евгений Константинович
Евгений Константинович Тыщик (8 сентября 1919, Медвин, Киевская губерния — 10 марта 1944, Умань, Киевская область) — командир танковой роты 254-го танкового батальона 50-й танковой бригады 3-го танкового корпуса 2-го Украинского фронта, старший лейтенант. Герой Советского Союза.

## Биография
Родился 8 сентября 1919 года в селе Медвин ныне Богуславского района Киевской области в крестьянской семье. Украинец. Член КПСС с 1943 года. Окончил неполную среднюю школу. Работал в Киеве электромонтёром. В 1939 году поступил в Киевское танкотехническое училище.
В боях Великой Отечественной войны с июня 1941 года. Сражался в составе танковых подразделений на Юго-Западном и 2-м Украинском фронтах. Принимал участие в Черниговско-Припятской, Корсунь-Шевченковской и Уманьско-Ботошанской операциях.
9 марта 1944 года, когда наши танки подходили к Умани, в небе появились вражеские бомбардировщики. Теперь только предельная скорость дала бы возможность уйти от прицельных бомбовых ударов «юнкерсов». Командир танковой роты старший лейтенант Е. К. Тыщик передал по радио приказ: всем экипажам увеличить дистанции между танками и идти на предельной скорости.
Высунувшись по пояс из люка, командир роты наблюдал за фашистскими самолётами. Он закрыл крышку люка лишь в тот момент, когда от первого «юнкерса» отделились чёрные точки. Но фриц промазал. Одна из бомб, сброшенных со второго «юнкерса», лишь осыпала осколками последний танк, да взрывной волной сорвало антенну. Озлобленные неудачей, фашистские лётчики пошли на второй заход. Бомбы рвались, не причиняя танкам вреда.
«Юнкерсы» легли на обратный курс, когда вдали показались белые домики Умани. И тотчас перед головным танком разорвался снаряд. С окраины города прямой наводкой били зенитные пушки фашистов. Е. К. Тыщик видел одну из них — длинный тонкий ствол часто выплёскивал пламя. Остановился один танк роты, вспыхнул другой. Старший лейтенант Е. К. Тыщик дал по радио целеуказание. Почти одновременно грянуло несколько выстрелов. И сразу же умолкла зенитная пушка. Та же участь постигла и две других.
Вот уже видны вражеские окопы. И вдруг что-то сильно ударило в башню. Так сильно, что, казалось, она сошла с основания. Е. К. Тыщик крутанул башню. Нет, всё нормально. Значит, срикошетил снаряд. В садике крайнего дома он увидел ещё одну зенитку, подал команду наводчику. Выстрел. Вражеское орудие умолкло.
Увлечённый боем, Е. К. Тыщик не заметил несколько вражеских орудий, которые отрезали огнём нашу пехоту от танков. Командир повёл машину вперёд и ворвался на окраину города. Новый страшный удар потряс танк. Командир потерял сознание. Очнувшись, он увидел, что окружён фашистами.
Мысль работала лихорадочно. Что предпринять? Е. К. Тыщик решил бороться до конца. Два часа танкисты роты Е. К. Тыщика слышали грохот сражения на окраине города. Они рвались на выручку своему командиру. Но ничего поделать не смогли.
На рассвете 10 марта 1944 года атака наших частей возобновилась. Они ворвались в город, но Евгений Константинович Тыщик уже погиб в неравном бою. Дорого обошлась фашистам его смерть. Четыре дымящихся фашистских танка и около сотни вражеских трупов — таков был последний боевой счёт старшего лейтенанта Е. К. Тыщика. Похоронен в Умани.
Указом Президиума Верховного Совета СССР от 13 сентября 1944 года за образцовое выполнение боевых заданий командования на фронте борьбы с немецко-фашистским захватчиками и проявленные при этом мужество и героизм старшему лейтенанту Евгению Константиновичу Тыщику посмертно присвоено звание Героя Советского Союза.
Награждён орденом Ленина.
Именем Героя названа улица в городе Умань.